# San Sebastián del Oeste
San Sebastián del Oeste é um município do estado de Jalisco, no México.
Em 2005, o município possuía um total de 5.626 habitantes.